# Ménestrel
 (janvier 2025).
Si vous disposez d'ouvrages ou d'articles de référence ou si vous connaissez des sites web de qualité traitant du thème abordé ici, merci de compléter l'article en donnant les références utiles à sa vérifiabilité et en les liant à la section « Notes et références ».
Pour les articles homonymes, voir Ménestrel (homonymie).

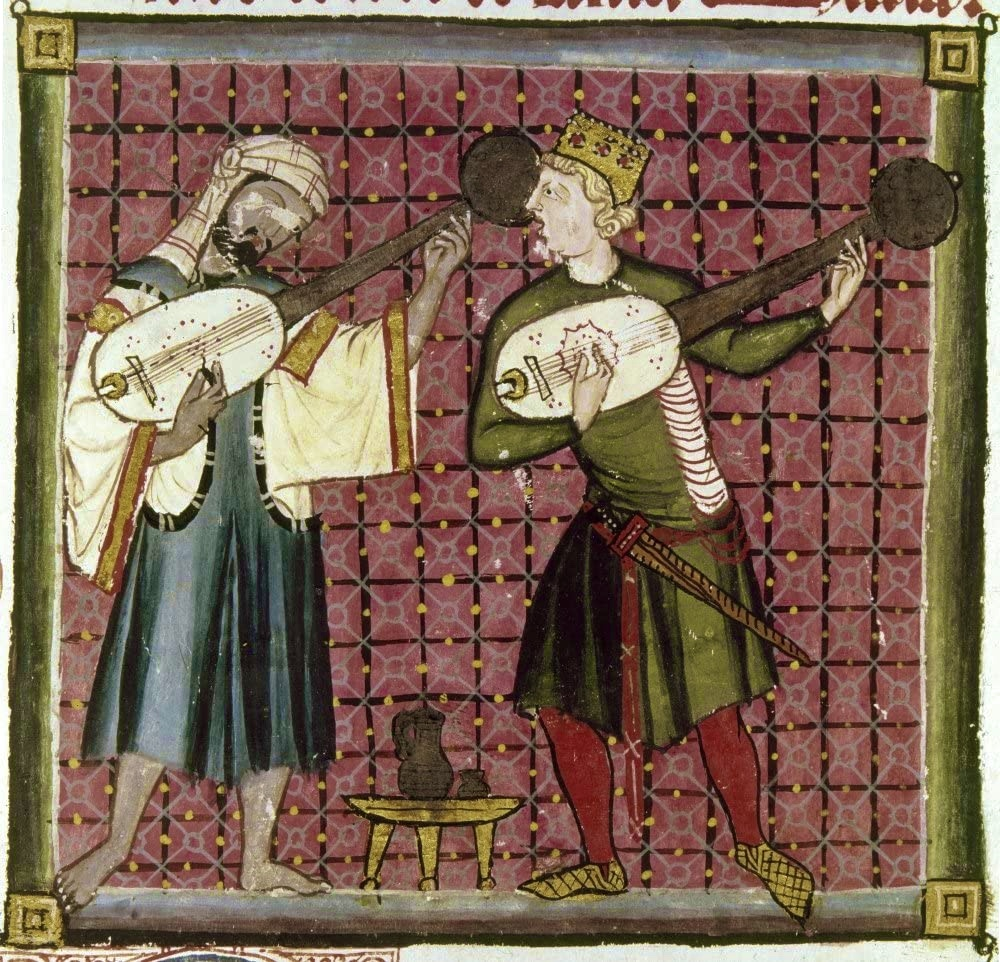
Ménestrels les Cantigas d'Alphonse X le Sage.

Les ménestrels ou ménétriers étaient des musiciens du Moyen Âge européen : ils jouaient le plus souvent du psaltérion, de la trompette, du chalumeau et de l'organon.

## Histoire
Le ménestrel faisait partie des domestiques des cours seigneuriales (littéralement, leur nom, qui vient du bas-latin ministralis, serviteur, signifie justement petit domestique) et sa tâche était de distraire le seigneur et son entourage avec des chansons de geste (histoires qui parlaient de pays éloignés ou qui racontaient des événements, réels ou imaginaires) ou leur équivalent local. Les cours seigneuriales devenant plus raffinées et plus exigeantes, les ménestrels y furent finalement remplacés par des troubadours et beaucoup se firent ménestrels errants, s’adressant au public des villes. Sous cette forme, l’art des ménestrels a continué à être exercé jusqu'au milieu de la Renaissance, bien qu’il n’ait cessé de décliner dès la fin du XVe siècle. À partir du XIVe siècle, il fait partie d'une corporation, la ménestrandise. La corporation des ménestrels de Paris est supprimée en 1776 après de multiples procès perdus qui lui avaient été intentés par Lulli, les violons du roi, les musiciens de l’opéra, les principaux compositeurs et les instrumentistes les plus en vue se produisant au concert spirituel.
En Angleterre, avant la conquête normande, on connaissait les poètes professionnels sous le nom de scôp (« shaper » c’est-à-dire « fabricant »), ils composaient eux-mêmes leurs poésies et les chantaient en s’accompagnant d’une harpe rudimentaire. Bien au-dessous du scôp, on connaissait aussi les gleemen, qui n’étaient fixés nulle part, mais erraient d'un endroit à l'autre, gagnant ce qu’ils pouvaient. À la fin du XIIIe siècle, le terme ménestrel a commencé à s’employer pour désigner un interprète qui distrayait son seigneur avec de la musique et des chansons.

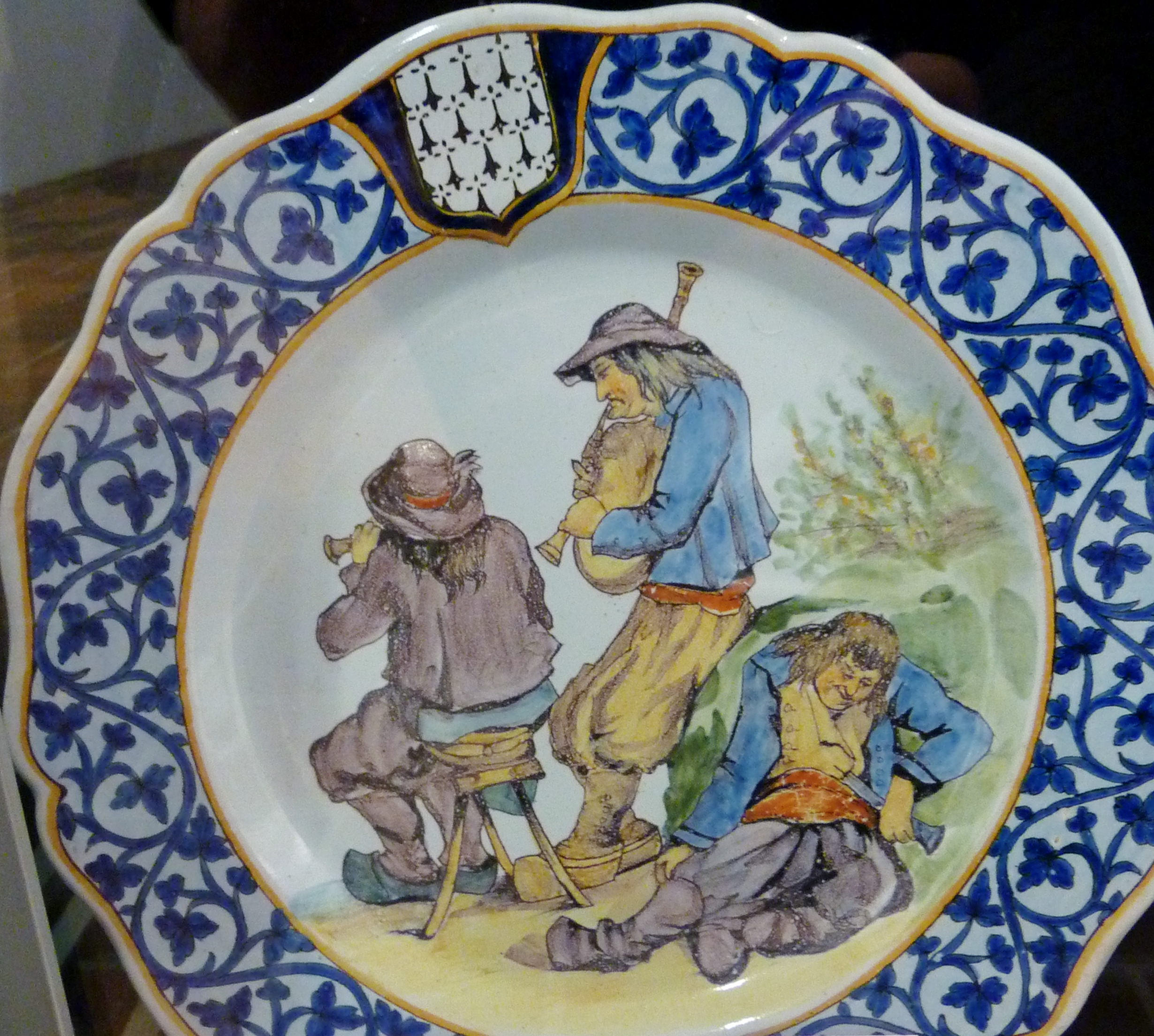
Faïence de Quimper : Trois ménétriers du Faouët (musée de Locronan).
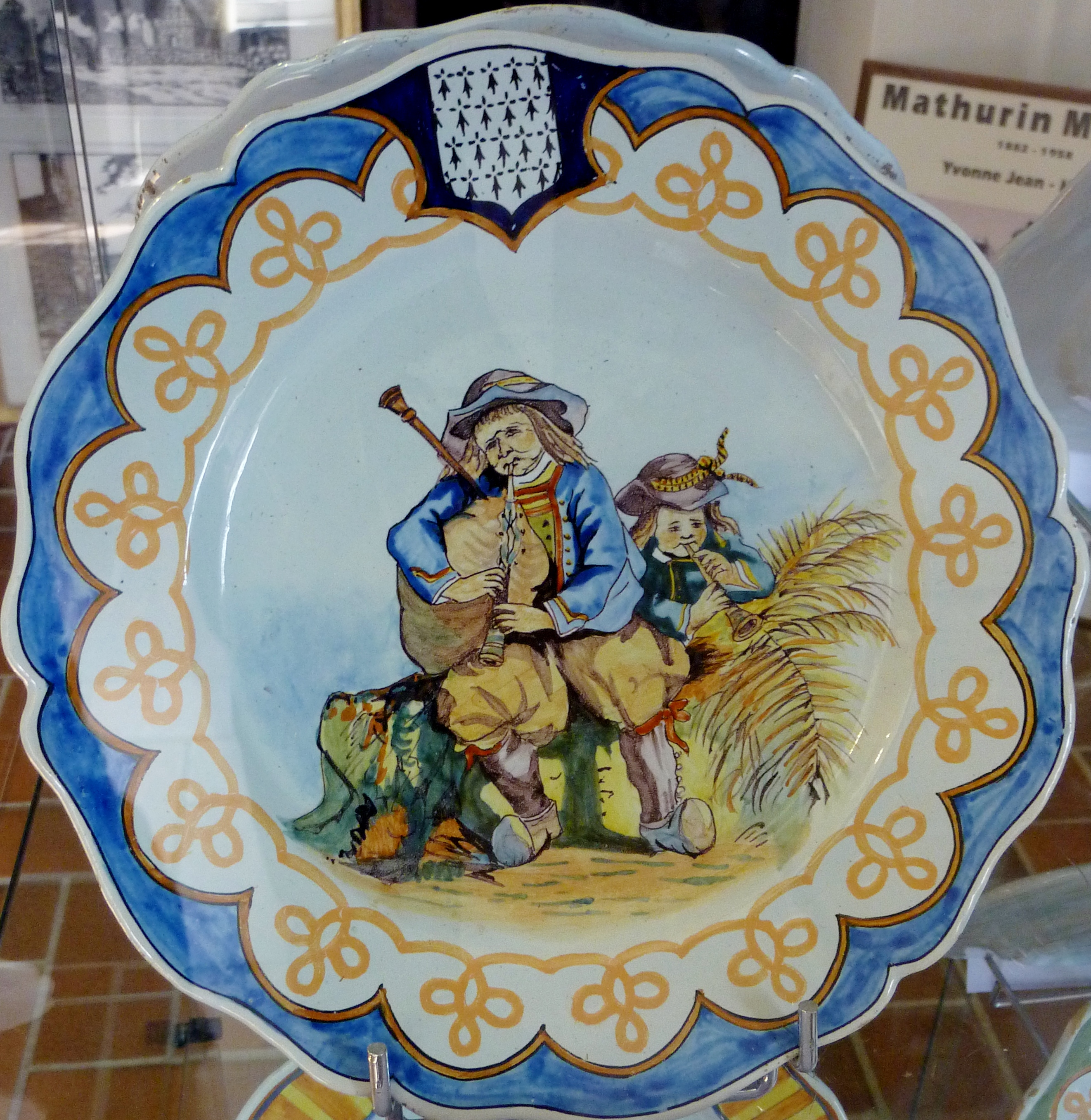
Faïence de Quimper : Ménétriers de Gourin (musée de Locronan).